# Ahmed Hifri
Ahmed Hifri, (25 décembre 1940 à Oran), est un Maître de judo Algérien,, et expert à la Fédération internationale de judo, il et gradé 8ème Dan (Hachidan en japonais), l'un des plus hauts grades du judo mondial. 
Diplômé de l’Institut allemand de Sport de Leipzig D.H.F.K 1968 et de l’Université japonaise de Tenri en 1971, il réside actuellement dans la ville d'Oran qui est sa ville natale. 

## Biographie
Sélectionné pour les Jeux Africains de Brazzaville en 1965 et fondateur de la première équipe nationale algérienne dont il a été l’entraîneur national de 1971 à 1975; il sera aussi directeur sportif de l’Union africaine de 1973 à 1994 et de l’Union Méditerranéenne de 1990 à 1994 ainsi qu'expert du C.I.O pour l’encadrement des stages de la solidarité olympique.  
Il s'est notamment distingué en étant arbitre mondial catégorie A, dirigeant la première finale intercontinentale à Paris en 1985 et membre du Jury international des Jeux olympiques de Moscou 1980, Jeux olympiques de Los Angeles 1984, Jeux olympiques de Séoul 1988, jeux olympiques de Barcelone 1992 et l’homologation de la salle des Jeux olympiques d'Atlanta 1996, il a aussi été membre de la Fédération Internationale de Judo pour l’organisation des championnats du monde de 1978 à 1994. 
Maître Hifri avait constitué la première équipe multiraciale de l’Afrique du Sud en 1993.